# 买巴乡
买巴乡（藏語：སྨད་པ་），是中华人民共和国西藏自治区那曲市申扎县下辖的一个乡镇级行政单位。

## 行政区划
买巴乡下辖以下地区：
亚色村、东热村、扎琼村、果芒村和鲁久村。